# Йебль
Йебль — коммуна в департаменте Сена-и-Марна в регионе Иль-де-Франс в северо-центральной части Франции. Население — 700 человек.
Коммуна привлекла к себе общенациональное внимание в связи с тем, что в 2014 году избрала своим мэром Марьем Тамата-Варен, темнокожую мусульманку родом из Мавритании: утверждается, что это единственный во Франции случай, когда во главе малого населённого пункта встал человек из семьи иммигрантов.